# Тит Квинкций Криспин
Тит Кви́нкций Криспи́н (лат. Titus Quinctius Crispinus; умер в 208 году до н. э.) — римский политический деятель из патрицианского рода Квинкциев, консул 208 года до н. э. Участник Второй Пунической войны, смертельно раненный в бою с карфагенянами.

## Биография
Тит Квинкций принадлежал к патрицианскому роду Квинкциев, представители которого действуют в римской истории, начиная с царской эпохи, а в Капитолийских фастах упоминаются с 471 года до н. э.. Отец и дед Тита носили преномен Луций, больше о них ничего не известно. Существует предположение, что Луций-старший был дедом ещё и Тита Квинкция Фламинина, освободителя Греции, который в этом случае приходился Криспину двоюродным братом.
Криспин начал своё возвышение во время Второй Пунической войны как человек из окружения видного военачальника Марка Клавдия Марцелла. Он впервые упоминается в связи с событиями 213 года до н. э. в качестве легата. К тому времени Тит Квинкций был уже немолодым и опытным офицером. Действовавший в Сицилии Марцелл назначил его вместо Аппия Клавдия Пульхра командиром флота и одного из лагерей армии, осаждавшей Сиракузы; исследователи предполагают, что и до этого Криспин воевал под командованием Марцелла. В дальнейшем Тит Квинкций успешно сражался с карфагенской армией, пришедшей на помощь городу.
В 212 году до н. э. Криспин, возможно, находился в Италии. Тит Ливий рассказывает о единоборстве некоего Тита Квинкция Криспина, служившего в армии Аппия Клавдия Пульхра под Капуей, со своим гостеприимцем кампанцем Бадием, оказавшимся на стороне карфагенян. Криспин победил. В историографии есть мнения как в пользу отождествления этого Квинкция с консулом 208 года до н. э., так и против.
В 209 году до н. э. Криспин стал претором. Здесь решающую роль мог сыграть тот факт, что выборы проводились диктатором Квинтом Фульвием Флакком, политическим союзником Марцелла. Тит Квинкций получил командование над капуанской армией. О его действиях на этом посту ничего не известно.
В консульских выборах того же года Криспин одержал победу вместе с Марцеллом (выборами руководил всё тот же Флакк). Тит Квинкций возглавил армию в Лукании и осадил Локры, но снял осаду, когда приблизилась армия Ганнибала, и ушёл на соединение с коллегой. В Апулии консулы пытались вызвать противника на решающее сражение, но Ганнибал от этого уклонялся, предпочитая устраивать засады. В одну из таких засад попали сами консулы, возглавившие конную разведку; Марцелл погиб в схватке, а Криспину, тяжело раненному двумя дротиками, удалось бежать. В конце года он назначил Тита Манлия Торквата диктатором для проведения выборов, а вскоре умер от ран. По одним сведениям, это произошло в Таренте, по другим — в Кампании. Это был первый в истории Рима случай, когда на войне погибли оба консула.

## Оценки
В историографии карьеру Криспина называют блестящей. Она стала началом очередного возвышения рода Квинкциев, которое достигло своего апогея в деятельности Тита Квинкция Фламинина в 190-е годы до н. э.